# Ropica uniformis
Ropica uniformis là một loài bọ cánh cứng trong họ Cerambycidae.